# Nancy Brinker
Nancy Goodman Brinker (Illinois, 6 de diciembre de 1946) es una activista y diplomática estadounidense, es fundadora y presidenta de estrategia global de Susan G. Komen, una organización estadounidense dedicada a brindar ayuda a las personas con cáncer de mama, que además apoya la investigación de la enfermedad.. Fue también embajadora de los Estados Unidos en Hungría de 2001 a 2003 y jefa de Protocolo de los Estados Unidos de 2007 hasta el final de la administración de George W. Bush.
Brinker, quien es sobreviviente de cáncer de mama, utiliza su experiencia para ayudar a las personas a comprender la enfermedad. Habla públicamente sobre la importancia de los derechos del paciente y los avances médicos en la investigación y el tratamiento de este padecimiento. Fue nombrada Embajadora de Buena Voluntad de la Organización Mundial de la Salud para el Control del Cáncer en 2009. Es autora del libro Promise Me - How a Sister's Love Launched the Global Movement to End Breast Cancer (2010).
Por sus contribuciones a la investigación del cáncer de mama, la revista Time nombró a Brinker en su lista de las 100 personas más influyentes del mundo en el 2008. Afirmando que su labor «era un catalizador para aliviar el sufrimiento en el mundo», el presidente Barack Obama le otorgó la Medalla Presidencial de la Libertad —el más alto honor civil de la nación— el 12 de agosto de 2009. Entre otros reconocimientos, fue elegida para el National Women's Hall of Fame en 2015.